# 욕계 과보의 마음
욕계 과보의 마음(팔리어: kāmāvacara-vipākacittāni 까-마-와짜라 위빠-까 찟따-니, 영어: sense-sphere resultant consciousness, sense-sphere moral consciousnesses) 또는 큰 과보의 마음(팔리어: mahāvipāka 마하-위빠-까, 영어: great resultant cittas)은 특히 상좌부의 교학과 아비담마 그리고 수행에서 사용하는 용어로, 과거 생들의 욕계 유익한 마음 8가지에 의해 쌓인 업의 결과로서 현생에서 받는 총체적 과보로서, 욕계에 태어난 유정과 함께하는, 무탐 · 무진 · 무치의 3선근 모두 또는 무탐 · 무진의 2가지를 동반하는 다음 8가지 마음을 말한다. 이 8가지 마음은 6도(六道) 중 인간도의 선천적 장애 없이 태어난 인간들과  천상도의 6욕천에 태어난 천(天)들 즉 6욕천의 데바들에게서 존재한다.
1. 기쁨이 함께한, 지혜와 결합한, 자극받지 않은 마음
2. 기쁨이 함께한, 지혜와 결합한, 자극받은 마음
3. 기쁨이 함께한, 지혜와 결합하지 않은, 자극받지 않은 마음
4. 기쁨이 함께한, 지혜와 결합하지 않은, 자극받은 마음
5. 평온이 함께한, 지혜와 결합한, 자극받지 않은 마음
6. 평온이 함께한, 지혜와 결합한, 자극받은 마음
7. 평온이 함께한, 지혜와 결합하지 않은, 자극받지 않은 마음
8. 평온이 함께한, 지혜와 결합하지 않은, 자극받은 마음

위의 8가지 마음에 공통된 지혜 즉 반야는 기본적으로 인과 즉 업과 업의 과보의 법칙 즉 연기법을 아는 것 또는 믿는 것을 말한다.
욕계 과보의 마음은 다음의 분류 또는 체계에 속한다.
- 욕계 · 색계 · 무색계 · 출세간에 속한 총 89가지 마음 또는 총 121가지 마음
  - 욕계 마음 54가지 一 누적 54가지
  - 색계 마음 15가지 一 누적 69가지
    - 색계 유익한 마음 5가지
    - 색계 과보의 마음 5가지
    - 색계 작용만 하는 마음 5가지

  - 무색계 마음 12가지 一 누적 81가지
  - 출세간의 마음 8가지 또는 40가지 一 누적 89가지 또는 12가지

- 욕계 · 색계 · 무색계 · 출세간에 속한 총 36가지 또는 52가지의 과보의 마음
  - 욕계 마음에 속한 해로운 과보의 마음 7가지 一 누적 7가지
  - 욕계 마음에 속한 원인 없는 유익한 과보의 마음 8가지 一 누적 15가지
  - 욕계 마음에 속한 욕계 과보의 마음 8가지 一 누적 23가지
  - 색계 마음에 속한 색계 과보의 마음 5가지 一 누적 28가지
  - 무색계 마음에 속한 무색계 과보의 마음 4가지 一 누적 32가지
  - 출세간 마음에 속한 출세간의 과보의 마음 4가지 또는 20가지 一 누적 36가지 또는 52가지

## 욕계 유익한 마음과의 관계
욕계 유익한 마음 8가지는 욕계 과보의 마음 8가지와 그 명칭이 동일한데, 전자는 원인으로서 업을 쌓는 마음이고 후자는 그 업의 결과로서의 현생에 받은 몸과 함께하는 마음이다.
1. 기쁨이 함께한, 지혜와 결합한, 자극받지 않은 마음
2. 기쁨이 함께한, 지혜와 결합한, 자극받은 마음
3. 기쁨이 함께한, 지혜와 결합하지 않은, 자극받지 않은 마음
4. 기쁨이 함께한, 지혜와 결합하지 않은, 자극받은 마음
5. 평온이 함께한, 지혜와 결합한, 자극받지 않은 마음
6. 평온이 함께한, 지혜와 결합한, 자극받은 마음
7. 평온이 함께한, 지혜와 결합하지 않은, 자극받지 않은 마음
8. 평온이 함께한, 지혜와 결합하지 않은, 자극받은 마음

원인으로서의 이 8가지 욕계 유익한 마음은 그것이 쌓는 업이 수승한가 저열한가의 관점에서 보아 크게 나누면, 지혜와 결합하지 않은 것과 지혜와 결합한 것으로 나뉜다. 지혜와 결합하지 않은 것은 무치 없이 무탐 · 무진의 2선근만이 함께하는 것이고 지혜와 결합한 것은 무탐 · 무진 · 무치의 3선근이 모두 함께하는 것이다.
지혜와 결합하지 않은 욕계 유익한 마음 즉 무탐 · 무진의 2선근만 함께하는 욕계 유익한 마음은 그 선한(유익한) 정도에 따라 다음 2가지 업을 쌓는다.
- ① 무탐 · 무진이 있는, 저열한, 유익한 업
- ② 무탐 · 무진이 있는, 수승한, 유익한 업

지혜와 결합한 욕계 유익한 마음 즉 무탐 · 무진 · 무치의 3선근이 모두 함께하는 욕계 유익한 마음은 그 선한(유익한) 정도에 따라 다음 2가지 업을 쌓는다.
- ③ 무탐 · 무진 · 무치가 있는, 저열한, 유익한 업
- ④ 무탐 · 무진 · 무치가 있는, 수승한, 유익한 업

이 4가지 유형의 업은 순서대로 뒤의 것이 더 수승하다. 즉 이 4가지 업 중에서 ①이 가장 저열하고 ④가 가장 수승하다. 그렇기는 하나, 업에 의해 생겨나는 과보의 입장에서 볼 때는 ①, ②와 ③, ④의 세 그룹으로 나뉜다. 즉, ②와 ③은 크게 차이가 없어 같은 그룹이 된다.
'수승한 유익한 업'이란 유익한 행위를 행하기 전과 후에 선한 사(思, 산스크리트어: cetanā, 팔리어: cetanā)의 마음작용이 있는 것을 말한다. 즉, 유익한 행위를 하기 전과 후에 유익한 마음 즉 선한 마음을 개발함을 통해, 그 유익한 행위를 하는 동안 획득된 유익한 업(선업)이 유익한 즉 선한 사(思) 즉 유익한 의사(意思) · 의지(意志) · 의도(意圖) · 추진(推進)의 마음작용에 둘러싸여 있게 됨으로써  그 유익한 업의 잠재력이 향상되는 형태의 업을 말한다. 수승한 업을 획득하기 위해서는 유익한 행위를 행하기 전에 그것에 대해 미리 생각하는 것, 즉, 그 유익한 행위에 대한 심사숙고[勝解]가 있어야 하고 또한 그것을 행할 기회를 가진 것에 대해 기뻐함 즉 정신적인 즐거움이 있어야 한다[善欲]. 그리고 그 유익한 행위를 행한 후에는 인과법칙 즉 업과 업의 과보의 법칙에 따라 그 행위가 가져올 좋은 과보에 대해 생각하면서 기쁨 즉 정신적인 즐거움을 느껴야 한다.
'저열한 유익한 업'이란 유익한 행위를 행하기 전과 후에 미지근하거나 내키지 않아 하거나[疑] 아까워하거나[慳] 후회하는[惡作] 마음이 있는 것을 말한다. 예를 들어, 보시(봉사활동)와 같은 유익한 행위를 하기 전에 별로 내키지 않지만 마지못해 그것을 할 기회를 받아들이거나, 또는 그 유익한 행위를 한 후에 아깝다는 마음이 들어 후회하는 경우, 그 유익한 행위를 하는 동안 획득된 유익한 업이 불선한 사(思, 산스크리트어: cetanā, 팔리어: cetanā) 즉 해로운 의사(意思) · 의지(意志) · 의도(意圖) · 추진(推進)의 마음작용에 둘러싸여 있게 됨으로 그 유익한 업의 잠재력이 저하되는 형태의 업을 말한다.
위의 세 그룹의 업에 의해 생겨나는 과보는 다음과 같다.

### ① 무탐 · 무진이 있는 저열한 유익한 업과 그 과보
| 업                                      | 태어나는 유정의 유형으로서의 과보 | 삶의 과정 중에 일어나는 과보 |
| --------------------------------------- | --- | --- |
| ① 무탐 · 무진이 있는, 저열한, 유익한 업 | 인간계의 인간이나 낮은 4천왕천의 천으로, 욕계 과보의 마음 8가지 중 지혜와 결합하지 않은 4가지를 가지고 태어나게 한다. 욕계 과보의 마음 8가지 중 지혜와 결합하지 않은 4가지: 1. 기쁨이 함께한, 지혜와 결합하지 않은, 자극받지 않은 마음 2. 기쁨이 함께한, 지혜와 결합하지 않은, 자극받은 마음 3. 평온이 함께한, 지혜와 결합하지 않은, 자극받지 않은 마음 4. 평온이 함께한, 지혜와 결합하지 않은, 자극받은 마음 | 원인 없는 유익한 과보의 마음 8가지가 삶의 과정 중에 일어나게 한다. 원인 없는 유익한 과보의 마음 8가지: 1. 평온이 함께한 안식 2. 평온이 함께한 이식 3. 평온이 함께한 비식 4. 평온이 함께한 설식 5. 즐거움이 함께한 신식 6. 평온이 함께한 받아들이는 마음 7. 기쁨이 함께한 조사하는 마음 8. 평온이 함께한 조사하는 마음 |

달리 말해, '① 무탐 · 무진이 있는, 저열한, 유익한 업'은, 전체적으로 보아, 욕계의 해로운 마음 12가지가 아닌 욕계 유익한 마음 8가지가 우세할 때 생겨나는데, 이 욕계 유익한 마음 8가지 중 지혜와 결합하지 않은 다음 4가지 마음이 주가 되고 또한 이 4가지가 저열한 것일 때 생겨난다.
1. 기쁨이 함께한, 지혜와 결합하지 않은, 자극받지 않은 마음
2. 기쁨이 함께한, 지혜와 결합하지 않은, 자극받은 마음
3. 평온이 함께한, 지혜와 결합하지 않은, 자극받지 않은 마음
4. 평온이 함께한, 지혜와 결합하지 않은, 자극받은 마음

그리고 이 업에 의해 생겨나는, 태어날 때 받는 과보도 지혜와 결합하지 않은 다음 4가지 마음으로서 저열한 과보가 생겨난다. 따라서, 인간계의 인간이나 낮은 4천왕천의 천으로 태어난다. 말하자면, 원인과 동일한 유형의 저열한 과보가 생겨나는데, 선천적인 지혜 없이, 즉, 인과에 대한 본능적인 앎 없이 태어난다. 그렇지만 선천적인 신체적 장애 없이 태어난다.
1. 기쁨이 함께한, 지혜와 결합하지 않은, 자극받지 않은 마음
2. 기쁨이 함께한, 지혜와 결합하지 않은, 자극받은 마음
3. 평온이 함께한, 지혜와 결합하지 않은, 자극받지 않은 마음
4. 평온이 함께한, 지혜와 결합하지 않은, 자극받은 마음

그리고 업이 저열하여, 삶의 과정 중에 이 4가지 마음이 저절로 즉 노력 없이 나타나진 않는다. 즉, '무탐 · 무진 · 무치의 3선근 모두가 함께하는 유익한 마음'은 물론이거니와  '비록 지혜는 없지만 무탐과 무진과 함께하는 유익한 마음'이 삶에서 여러 상황을 만날 때 본능적으로 발현되지 않는다. 교육을 통해서건 스스로의 노력에 의해서건  힘을 기울여 유익한 마음을 개발해야만 비로소 발현된다.

### ② 무탐 · 무진이 있는 수승한 유익한 업과 ③ 무탐 · 무진 · 무치가 있는 저열한 유익한 업과 그 과보
| 업                                                                                     | 태어나는 유정의 유형으로서의 과보 | 삶의 과정 중에 일어나는 과보 |
| -------------------------------------------------------------------------------------- | --- | --- |
| ② 무탐 · 무진이 있는, 수승한, 유익한 업 ③ 무탐 · 무진 · 무치가 있는, 저열한, 유익한 업 | 인간계의 인간이나 6욕천의 천으로, 욕계 과보의 마음 8가지 중 지혜와 결합하지 않은 4가지를 가지고 태어나게 함 욕계 과보의 마음 8가지 중 지혜와 결합하지 않은 4가지: 1. 기쁨이 함께한, 지혜와 결합하지 않은, 자극받지 않은 마음 2. 기쁨이 함께한, 지혜와 결합하지 않은, 자극받은 마음 3. 평온이 함께한, 지혜와 결합하지 않은, 자극받지 않은 마음 4. 평온이 함께한, 지혜와 결합하지 않은, 자극받은 마음 | 원인 없는 유익한 과보의 마음 8가지와 욕계 과보의 마음 8가지 중 지혜와 결합하지 않은 4가지가 삶의 과정 중에 일어나게 함 원인 없는 유익한 과보의 마음 8가지: 1. 평온이 함께한 안식 2. 평온이 함께한 이식 3. 평온이 함께한 비식 4. 평온이 함께한 설식 5. 즐거움이 함께한 신식 6. 평온이 함께한 받아들이는 마음 7. 기쁨이 함께한 조사하는 마음 8. 평온이 함께한 조사하는 마음 욕계 과보의 마음 8가지 중 지혜와 결합하지 않은 4가지: 1. 기쁨이 함께한, 지혜와 결합하지 않은, 자극받지 않은 마음 2. 기쁨이 함께한, 지혜와 결합하지 않은, 자극받은 마음 3. 평온이 함께한, 지혜와 결합하지 않은, 자극받지 않은 마음 4. 평온이 함께한, 지혜와 결합하지 않은, 자극받은 마음 |

달리 말해, '② 무탐 · 무진이 있는 수승한 유익한 업'은, 전체적으로 보아, 욕계의 해로운 마음 12가지가 아닌 욕계 유익한 마음 8가지가 우세할 때 생겨나는데, 이 욕계 유익한 마음 8가지 중 지혜와 결합하지 않은 다음 4가지 마음이 주가 되는 한편 이 4가지가 수승한 것일 때 생겨난다.
1. 기쁨이 함께한, 지혜와 결합하지 않은, 자극받지 않은 마음
2. 기쁨이 함께한, 지혜와 결합하지 않은, 자극받은 마음
3. 평온이 함께한, 지혜와 결합하지 않은, 자극받지 않은 마음
4. 평온이 함께한, 지혜와 결합하지 않은, 자극받은 마음

'③ 무탐 · 무진 · 무치가 있는 저열한 유익한 업'은, 전체적으로 보아, 욕계의 해로운 마음 12가지가 아닌 욕계 유익한 마음 8가지가 우세할 때 생겨나는데, 이 욕계 유익한 마음 8가지 중 지혜와 결합한 다음 4가지 마음이 주가 되지만 이 4가지가 저열한 것일 때 생겨난다.
1. 기쁨이 함께한, 지혜와 결합한, 자극받지 않은 마음
2. 기쁨이 함께한, 지혜와 결합한, 자극받은 마음
3. 평온이 함께한, 지혜와 결합한, 자극받지 않은 마음
4. 평온이 함께한, 지혜와 결합한, 자극받은 마음

업이라는 측면에서는 ②와 ③은 큰 차이가 없이 다소 동등하다.
그리고 이 업에 의해 생겨나는, 태어날 때 받는 과보도 지혜와 결합하지 않은 다음 4가지 마음으로서, '① 무탐 · 무진이 있는, 저열한, 유익한 업'과는 달리,  수승한 과보가 생겨난다. 따라서, 인간계의 인간이나 6욕천의 천으로 태어난다. 말하자면, 원인과 동일한 유형의 수승한 과보가 생겨나는데, 다만 선천적인 지혜 없이, 즉, 인과에 대한 본능적인 앎 없이 태어난다.
1. 기쁨이 함께한, 지혜와 결합하지 않은, 자극받지 않은 마음
2. 기쁨이 함께한, 지혜와 결합하지 않은, 자극받은 마음
3. 평온이 함께한, 지혜와 결합하지 않은, 자극받지 않은 마음
4. 평온이 함께한, 지혜와 결합하지 않은, 자극받은 마음

그리고 업이 '① 무탐 · 무진이 있는, 저열한, 유익한 업' 보다는 수승하여, 삶의 과정 중에 이 4가지 마음이 저절로 즉 노력 없이 나타난다. 비록, '무탐 · 무진 · 무치의 3선근 모두가 함께하는 유익한 마음'이 저절로 나타나진 않지만, '비록 지혜는 없지만 무탐과 무진과 함께하는 유익한 마음'이 삶에서 여러 상황을 만날 때 본능적으로 자발적으로 발현된다. 물론 항상 이렇진 않다. 다른 이의 자극이 필요하다. 그리고 무치 즉 지혜 즉 인과 즉 업과 업의 과보에 대한 앎은 교육을 통해서건 스스로의 노력에 의해서건  힘을 기울여 유익한 마음을 개발해야만 비로소 발현된다.

### ④ 무탐 · 무진 · 무치가 있는 수승한 유익한 업과 그 과보
| 업                                             | 태어나는 유정의 유형으로서의 과보 | 삶의 과정 중에 일어나는 과보 |
| ---------------------------------------------- | --- | --- |
| ④ 무탐 · 무진 · 무치가 있는, 수승한, 유익한 업 | 인간계의 인간이나 6욕천의 천으로, 욕계 과보의 마음 8가지 중 지혜와 결함한 4가지를 가지고 태어나게 함 욕계 과보의 마음 8가지 중 지혜와 결합한 4가지: 1. 기쁨이 함께한, 지혜와 결합한, 자극받지 않은 마음 2. 기쁨이 함께한, 지혜와 결합한, 자극받은 마음 3. 평온이 함께한, 지혜와 결합한, 자극받지 않은 마음 4. 평온이 함께한, 지혜와 결합한, 자극받은 마음 | 원인 없는 유익한 과보의 마음 8가지와 욕계 과보의 마음 8가지가 삶의 과정 중에 일어나게 함 원인 없는 유익한 과보의 마음 8가지: 1. 평온이 함께한 안식 2. 평온이 함께한 이식 3. 평온이 함께한 비식 4. 평온이 함께한 설식 5. 즐거움이 함께한 신식 6. 평온이 함께한 받아들이는 마음 7. 기쁨이 함께한 조사하는 마음 8. 평온이 함께한 조사하는 마음 욕계 과보의 마음 8가지: 1. 지혜이 함께한, 지혜와 결합한, 자극받지 않은 마음 2. 지혜이 함께한, 지혜와 결합한, 자극받은 마음 3. 지혜이 함께한, 지혜와 결합하지 않은, 자극받지 않은 마음 4. 지혜이 함께한, 지혜와 결합하지 않은, 자극받은 마음 5. 평온이 함께한, 지혜와 결합한, 자극받지 않은 마음 6. 평온이 함께한, 지혜와 결합한, 자극받은 마음 7. 평온이 함께한, 지혜와 결합하지 않은, 자극받지 않은 마음 8. 평온이 함께한, 지혜와 결합하지 않은, 자극받은 마음 |

달리 말해, '④ 무탐 · 무진 · 무치가 있는 수승한 유익한 업'은, 전체적으로 보아, 욕계의 해로운 마음 12가지가 아닌 욕계 유익한 마음 8가지가 우세할 때 생겨나는데, 이 욕계 유익한 마음 8가지 중 지혜와 결합한 다음 4가지 마음이 주가 되면서 또한 이 4가지가 수승한 것일 때 생겨난다.
1. 기쁨이 함께한, 지혜와 결합한, 자극받지 않은 마음
2. 기쁨이 함께한, 지혜와 결합한, 자극받은 마음
3. 평온이 함께한, 지혜와 결합한, 자극받지 않은 마음
4. 평온이 함께한, 지혜와 결합한, 자극받은 마음

그리고 이 업에 의해 생겨나는, 태어날 때 받는 과보도 지혜와 결합한 다음 4가지 마음으로서, 수승한 과보가 생겨난다. 따라서, 인간계의 인간이나 6욕천의 천으로 태어난다. 말하자면, 원인과 동일한 유형의 수승한 과보가 생겨나는데, 선천적인 지혜를 가지고, 즉, 인과에 대한 본능적인 앎을 가지고 태어난다.
1. 기쁨이 함께한, 지혜와 결합한, 자극받지 않은 마음
2. 기쁨이 함께한, 지혜와 결합한, 자극받은 마음
3. 평온이 함께한, 지혜와 결합한, 자극받지 않은 마음
4. 평온이 함께한, 지혜와 결합한, 자극받은 마음

그리고 업이 수승하여, 삶의 과정 중에 이 4가지 마음이 저절로 즉 노력 없이 나타난다. 즉, '무탐 · 무진 · 무치의 3선근 모두가 함께하는 유익한 마음'이 저절로 나타난다. 하지만, 항상 이렇지는 않다. 어떤 때는 '지혜는 없는 무탐과 무진과 함께하는 유익한 마음'만이 나타난다. 때로는 다른 이의 자극이 있어야만 나타난다. 3선근 모두가 함께하는 유익한 마음이 삶에서 상황을 만날 때 항상 나타나게 하기 위해서는 교육을 통해서건 스스로의 노력에 의해서건  힘을 기울여 유익한 마음을 개발해야만 비로소 발현된다. 성경의 표현을 빌어 말하자면, 비록 비둘기처럼 평화로운 사람이지만 이것만으로는 부족하니, 뱀처럼 지혜롭고 비둘기처럼 평화롭기 위해서는 인과법칙에 의거한 노력이 필요하다.

## 큰 과보의 마음
욕계 과보의 마음의 다른 이름인 큰 과보의 마음(팔리어: mahāvipāka 마하-위빠-까, mahā-vipāka
citta 마하-위빠-까 찟따, 영어: great resultant cittas)에서 크다(mahā)는 것은 개수가 많다는 것을 뜻한다. 즉, 욕계에 있는 과보의 마음의 개수가 색계 · 무색계에 있는 과보의 마음의 개수보다 많다는 것을 뜻한다. 출세간의 마음은 후유를 낳지 않으므로 과보의 마음이 없다.
- 욕계 · 색계 · 무색계에 속한 총 17가지의  과보의 마음
  - 욕계 마음에 속한 욕계 과보의 마음 8가지
  - 색계 마음에 속한 색계 과보의 마음 5가지
  - 무색계 마음에 속한 무색계 과보의 마음 4가지

## 같이 보기
- 과보의 마음
- 보시
- 지계
- 선정 · 4선
- 반야
- 출세간